# ペナント・ナンバー

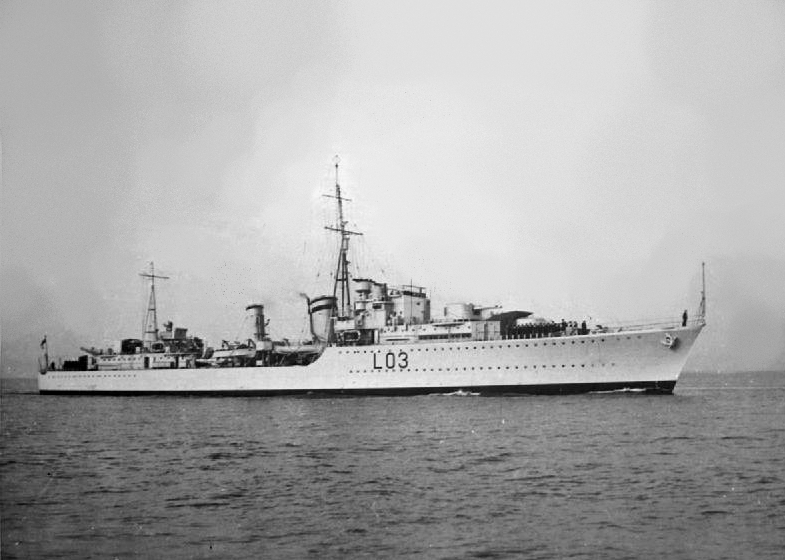
ペナント・ナンバーL03を船体に描いた第二次世界大戦当時のイギリス駆逐艦コサック。分隊リーダーを示す幅の狭い帯を第1煙突に描いている。

ペナント・ナンバー（pennant number）は現代のイギリス海軍、イギリス連邦、ヨーロッパ諸国の軍艦に付けられている識別のための番号。ペンダント（pendant）・ナンバーとも言う。ペナント・ナンバーという名称は、そもそも艦艇に所属小艦隊や艦種を表すペナント（旗）が与えられたことから来ている。たとえばイギリス海軍では赤い三角旗が水雷艇を、H（の信号旗）が水雷艇駆逐艦を表していた。これらのペナントに数字を加えることで、各艦を特定することができた。それゆえペナント・ナンバーは文字と数字の組み合わせになっている。数字の前に置かれる文字をflag superior（前置フラッグ）、数字の後に置かれる文字をflag inferior（後置フラッグ）と言う。ただし前置フラッグのないペナント・ナンバーもある。
アメリカの同種の体系についてはアメリカ合衆国の船体分類記号を参照。

## イギリス海軍のペナント・ナンバー
この体系は第一次世界大戦前に、同一または類似する名前の艦船を識別し、また通信文の分量を減らして安全性を増すため、そして同型艦が相互に認識するのを補助するために採用された。伝統的に、ペナント・ナンバーの番号と前置フラッグまたは後置フラッグの間には「．」（ピリオド）が置かれていたが、この慣例は徐々に廃れ、両大戦間のおよそ1924年以降の写真には船体のペナント・ナンバーにはピリオドが見られなくなってきている。この体系は大英帝国内を通じて使用されたため、艦船がある海軍から別の海軍に移籍してもペナント・ナンバーが変わることはなかった。
ペナント・ナンバーは当初、個々の海軍基地ごとに割り当てられ、根拠地を変えると新しい番号が割り当てられていた。海軍本部はこの状況に対処し、艦船の種類ごとに識別フラッグで分類して、1910年に最初の「海軍ペナント・リスト（"Naval Pennant List"）」を編纂した。加えて、第2および第3（すなわち予備）の艦隊の艦船には、どの海軍補給廠で要員配置されたか示す2番目の前置フラッグを付与した。「C」はチャタム、「D」はデヴォンポート、「N」はノア、そして「P」はポーツマスを意味した。駆逐艦にはまず「H」という前置フラッグが割り当てられたが、これにはH00からH99までの100通りの組み合わせしかなかったので、さらに「G」と「D」も割り当てられた。船が沈没すると、そのペナント・ナンバーは新しい船に再利用された。
各艦種の前置フラッグはしばしば変更されたが、数値は同じものがそのまま使われた。例えば、1940年にイギリス海軍は「I」と「D」を交換した（すなわちD18はI18に、I18はD18になった）。また1948年には「K」、「L」と「U」がすべて「F」となった。このとき、番号が重複する場合は、番号の先頭に「2」を付加した。
潜水艦は1970年代に船体へのペナント・ナンバーの表示を中止した（番号自体は存続した）。それは、原子力推進化によって、水上で航行する機会が極めて少なくなってきたことによるものである。
フリゲート・ランカスターには初めF232という符号が与えられたが、座礁した船に関するイギリス海軍公式報告の書式（form）番号が「232」であることがわかり、水兵が嫌ったため、直ちにF229に変更された。

### 第二次世界大戦中

#### 前置フラッグのないペナント・ナンバー
主力艦（戦艦、巡洋戦艦など）、航空母艦、巡洋艦のペナント・ナンバーには前置フラッグがつかない。また、ペナント・ナンバー13は割り当てられていない。

#### 前置フラッグ
ペナント・ナンバー13は前置フラッグの後には割り当てられていない。「J」と「K」については、該当する船の数が多いため3桁の数字が用いられる。
- D — 駆逐艦（1940年まで）。主力艦、航空母艦、巡洋艦（1940年以降）。
- F — 駆逐艦（1940年まで）。大型補助戦闘艦（1940年以降）。
- G — 駆逐艦（1940年以降）。
- H — 駆逐艦。
- I — 主力艦、航空母艦、巡洋艦（1940年まで）。駆逐艦（1940年以降）。
- J — 掃海艇。
- K — コルベット、フリゲート。
- L — 護衛駆逐艦、スループ（1941年まで）。
- M — 機雷敷設艦。
- N — 掃海艇。
- P — スループ（1939年まで）。
- R — 駆逐艦（1942年以降）、スループ。
- T — 河川用砲艦。
- U — スループ（1941年以降）。
- X — 特務艦（Special service vessels）。
- 4 — 補助防空艦（Auxiliary anti-aircraft vessels）。
- FY — 漁船（補助船として用いられるトロール漁船、流し網漁船等）

#### 後置フラッグ
後置フラッグは潜水艦に適用された。「H」と「L」のイギリス潜水艦およびイギリスに移管された若干のアメリカ潜水艦には名前が付けられず、記号番号で呼ばれた。この場合、ペナント・ナンバーは単純にその記号番号の逆とされた（すなわち、「L24」のペナント・ナンバーは「24L」だった）。戦前の写真では船体にはペナント・ナンバーがそのまま描かれているが、戦時中の写真は、後置フラッグがあたかも前置フラッグであるかのように倒置して描かれる傾向があることを示している。後置フラッグの「U」は、味方の船とナチス・ドイツのUボートを混同しないようにという明白な理由から使われず、同様の理由で「V」も使用されなかった。後置フラッグの場合は00から10、13、そして下1桁が0の番号は割り当てられなかった。
- C （沿岸（"Coastal"）の頭文字） — U級（戦前の建造艦）
- F （艦隊（"Fleet"）の頭文字） — リバー級
- H — H級
- L — L級
- M （機雷敷設（"Minelayer"）の頭文字） — グランパス級
- P — O級、P級
  - 31P— U級（戦時中建造艦）、V級
  - 211P から 299P — S級（戦時中建造艦）
  - 311P から 399P— T級
  - 411P から 499P— A級
  - 511P から 599P— アメリカ海軍からのレンドリース艦
  - 611P から 699P— 外国艦の徴発
  - 711P から 799P— 敵国の捕獲潜水艦
- R — R級
- S — S級（戦前の建造艦）
- T — T級（戦前の建造艦）

### 1948年以降
第二次世界大戦後の1948年、イギリス海軍は前置フラッグが船の基本タイプを示すように、ペナント・ナンバーシステムを合理化した。「F」と「A」は2桁または3桁の数字と組み合わされ、「L」と「P」は4桁まで増やされた。番号13は相変わらず使われなかった（例えば揚陸艦オーシャン（L12）の次はアルビオン（L14）である）。
- A — 補助艦（Auxiliary ships）（イギリス海軍補助艦隊、Royal Maritime Auxiliary Service、Royal Navy Auxiliary Serviceが運用。貯蔵船（depot ships）や港湾防御船（boom defence vessels）などを含む。）
- C — 巡洋艦（Cruisers）
- D — 駆逐艦（Destroyers）
- F — フリゲート（Frigate）（元護衛駆逐艦、スループ、コルベット）
- H — 水路調査船（Hydrographic vessels）
- L — 両用戦用艦艇
- M — 掃海艇（Minesweepers）
- N — 機雷敷設艦（現在ではこの用途の艦はなく、したがって使用されていない。）
- P — 哨戒艇（Patrol boats）
- R — 航空母艦
- S — 潜水艦（Submarines）
- Y — 港湾支援船（Yard vessels）

Kは各種の特殊用途の船に使用された。例えばK07は潜水作業支援艦チャレンジャー、K08はロフォーテン（LST改造の初期のコマンドー母艦）である。

## 駆逐艦戦隊識別帯

### 1925年-1939年
1925年以降、嚮導駆逐艦（駆逐艦戦隊のリーダー艦）にはペナント・ナンバーが船体に描かれず、その代わり、第1煙突の先端が4フィートの幅で帯状に塗られることとなった。駆逐隊司令駆逐艦にはペナント・ナンバーが描かれ、かつ第1煙突の先端から3フィートの位置に、2フィート幅の帯が塗られた。帯の色は地中海艦隊の場合は黒、大西洋艦隊、のちの本国艦隊の場合は白だった。駆逐艦戦隊は、識別のための帯を後部煙突に描いていた。1925年以降の帯の種類は以下のとおりである。
- 第1駆逐艦戦隊 — 黒1本
- 第2駆逐艦戦隊 — 黒2本（1935年以降赤帯1本）
- 第3駆逐艦戦隊 — 黒3本
- 第4駆逐艦戦隊 — 帯なし
- 第5駆逐艦戦隊 — 白1本
- 第6駆逐艦戦隊 — 白2本
- 第8駆逐艦戦隊（1935年以降） — 黒1本および白1本

### 1939年以降
1939年に1本煙突のJ級駆逐艦が登場し、また駆逐艦戦隊の数が増えてきたため、このシステムも変更された。1本煙突の艦の場合、識別帯は嚮導駆逐艦では煙突の先端が3フィートの幅で塗られ、駆逐隊司令駆逐艦は同色の2フィート幅の帯が塗られた。戦隊識別の帯の上端は先端から6フィート下とされた。嚮導駆逐艦の帯の色は本国艦隊が白、地中海艦隊が赤だった。駆逐艦戦隊の識別帯は以下のようになった。
- 第1駆逐艦戦隊（地中海） — 赤1本、G級
- 第2駆逐艦戦隊（地中海） — 赤2本、H級
- 第3駆逐艦戦隊（地中海） — 赤3本または無し、I級
- 第4駆逐艦戦隊（地中海） — 無し、トライバル級
- 第5駆逐艦戦隊（地中海） — 無し、K級
- 第6駆逐艦戦隊（本国） — 白1本、トライバル級
- 第7駆逐艦戦隊（本国） — 白2本、J級
- 第8駆逐艦戦隊（本国） — 白3本、F級
- 第9駆逐艦戦隊（本国） — 黒1本・白2本、V級・W級
- 第10駆逐艦戦隊（本国） — 無し、V級・W級
- 第11駆逐艦戦隊（ウェスタンアプローチ管区） — 黒1本・赤2本、V級・W級
- 第12駆逐艦戦隊（ロシス） — 白1本・赤1本、E級
- 第13駆逐艦戦隊（ジブラルタル） — 白1本・赤2本、V級・W級
- 第14駆逐艦戦隊（本国） — 赤1本・黒1本、V級・W級
- 第15駆逐艦戦隊（Rosyth） — 赤1本・黒2本、V級・W級
- 第16駆逐艦戦隊（ポーツマス） — 赤1本・白1本、V級・W級
- 第17駆逐艦戦隊（ウェスタンアプローチ管区・1940年以降） — 赤1本・白2本、タウン級
- 第18駆逐艦戦隊（海峡） — 白1本・黒1本、A級
- 第19駆逐艦戦隊（ドーバー） — 白1本・黒2本、B級
- 第20駆逐艦戦隊（ポーツマス） — 白2本・黒1本、C級
- 第21駆逐艦戦隊（中国方面） — 白2本・赤1本、D級

大戦に突入して間もなく、船に迷彩がほどこされたことと戦闘に因る損失のために、帯による識別は行われなくなり、また、作戦上の必要と新しい艦の建造により、駆逐艦戦隊の艦型の均質性は失われた。艦船は必要なところに利用可能なものが配備されるようになり、しばしば種々の艦種、たとえばスループ、コルベット、フリゲートや護衛空母などと混成の護衛グループが編成された。護衛グループには煙突の帯による識別を行ったものもあったが、多くは「B7グループ」の例のように煙突に文字を描いた。

### 大戦後
第二次世界大戦後にはもはや帯による識別は行われなくなり、煙突には大きな鋳造金属の番号が装着されるようになった。しかし、嚮導駆逐艦の煙突先端の太い帯の表示は継続して行われた。

## デッキ・コード

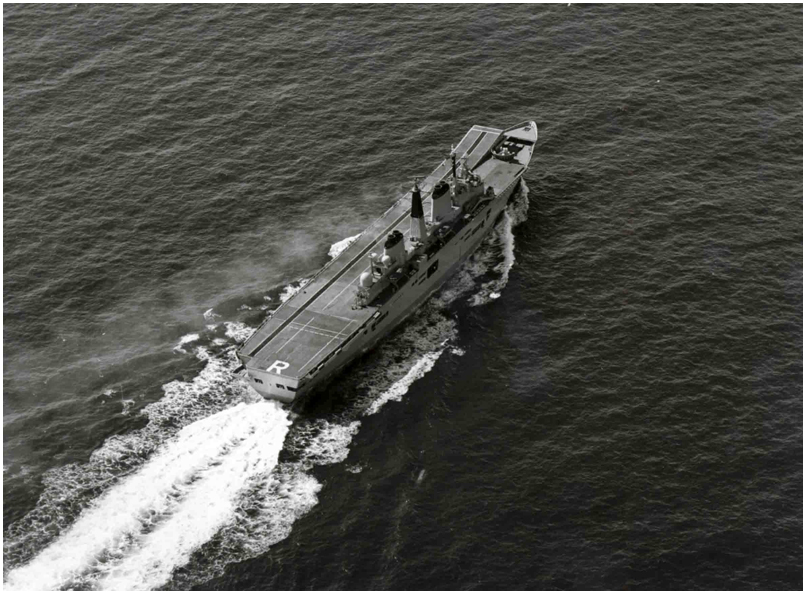
海上公試中の空母アーク・ロイヤル（1985年）。艦尾にデッキ・コードの「R」が書かれている

航空母艦および航空機を運用している軍艦は、航空機が着艦する際の船体識別ために、飛行甲板にデッキ・コードを描いており、それは航空機の接近コースから見易い位置にある。イギリス海軍では、航空母艦および航空機を運用する大型艦には1文字（通常は艦名の頭文字）、より小型の艦には2文字（これも通常は艦名から採られている）を用いる。アメリカ海軍では艦隊規模も大きいため、ペナント・ナンバーに対応する船体識別符号は数字の部分を使用している。イギリス軍艦で使用されているデッキ・コードは、たとえば以下のようなものである。
- 空母 インヴィンシブル — N
- 空母 イラストリアス — L
- 空母 アーク・ロイヤル — R
- 空母 クイーン・エリザベス — Q
- 空母 プリンス・オブ・ウェールズ — P
- 航空支援艦 アーガス — AS
- 揚陸艦 アルビオン — AB
- 揚陸艦 ブルワーク — BK
- 揚陸艦 オーシャン — O
- 揚陸艦 イントレピッド — ID
- 駆逐艦 エディンバラ — EH
- 駆逐艦 ヨーク — YK
- 駆逐艦 バーミンガム — BM

## 国際ペナント・ナンバー

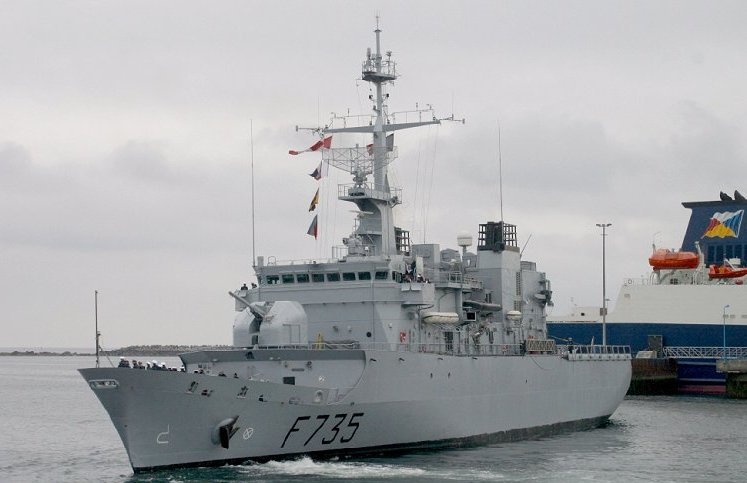
ペナント・ナンバーF735を付けたフランス海軍のフリゲート、ジェルミナル

ヨーロッパのNATO加盟国の一部と、カナダを除くイギリス連邦諸国の海軍は、イギリス海軍のペナント・ナンバーに類似したシステムを導入することに同意した。このシステムは、それらの海軍や後から加わった他の海軍に、すべてのペナント・ナンバーに重複がないことを保証する。アメリカ合衆国は前述のようにNATOシステムには参加せず、アメリカ海軍は独自の船体識別符号を用いている。カナダ海軍や海上自衛隊もアメリカ海軍に倣った船体識別符号を用いている。
参加した各国には以下のように範囲を区切った番号が割り当てられる。
- イギリス — （R: 0x; D: 0x, 1xx; F: 0x, 1xx, 2xx; S: 0x, 1xx; M: 0x, 1xx, 1xxx, 2xxx; P: 1xx, 2xx, 3xx; L: 0x, 1xx, 3xxx, 4xxx; A: any）
- イタリア — （5xx; M/A: 5xxx; P: 4xx; L: 9xxx）
- オーストラリア（現在ではアメリカ式の船体識別符号を使用）
- オランダ — （8xx; Y: 8xxx）
- ギリシャ — （D/P: 0x, 2xx; A/F: 4xx; L/S/M: 1xx）
- ケニヤ
- スペイン — （0x）
- スリランカ
- デンマーク — （N: 0xx; A/M/P: 5xx; F/S/Y: 3xx; L: 0xx）
- ドイツ — （D: 1xx; F: 2xx; M: 1xx, 26xx）
- トルコ — （D/S: 3xx; F: 2xx; N: 1xx; A/M: 5xx; P: 1xx, 3xx, L: 4xx; Y: 1xxx）
- ニュージーランド
- ノルウェー — （F/S/M: 3xx; P: 9xx; L: 45xx）
- フランス — （R: 09x; C/D/S: 6xx; M/P/A: 6xx, 7xx; L: 9xxx）
- ベルギー — （9xx; M: 4xx）
- ポーランド
- ポルトガル — （F/M: 4xx; S: 1xx; P: 11xx0）
- マレーシア
- 南アフリカ

NATOのペナント・ナンバーシステムには、タグボートやクレーン船、浮きドック等に使用するY（港湾（yard）の頭文字）の符号が追加された。